# Trionymus ascripticius
Trionymus ascripticius är en insektsart som beskrevs av Williams 1985. Trionymus ascripticius ingår i släktet Trionymus och familjen ullsköldlöss. Inga underarter finns listade i Catalogue of Life.